# بیف ولینگتن
بیف ولینگتن (به انگلیسی: Beef Wellington) یک نوع غذای آماده است که از گوشت گاوی که در خمیر هزارلا پیچیده شده تشکیل می‌شود.

## نگارخانه

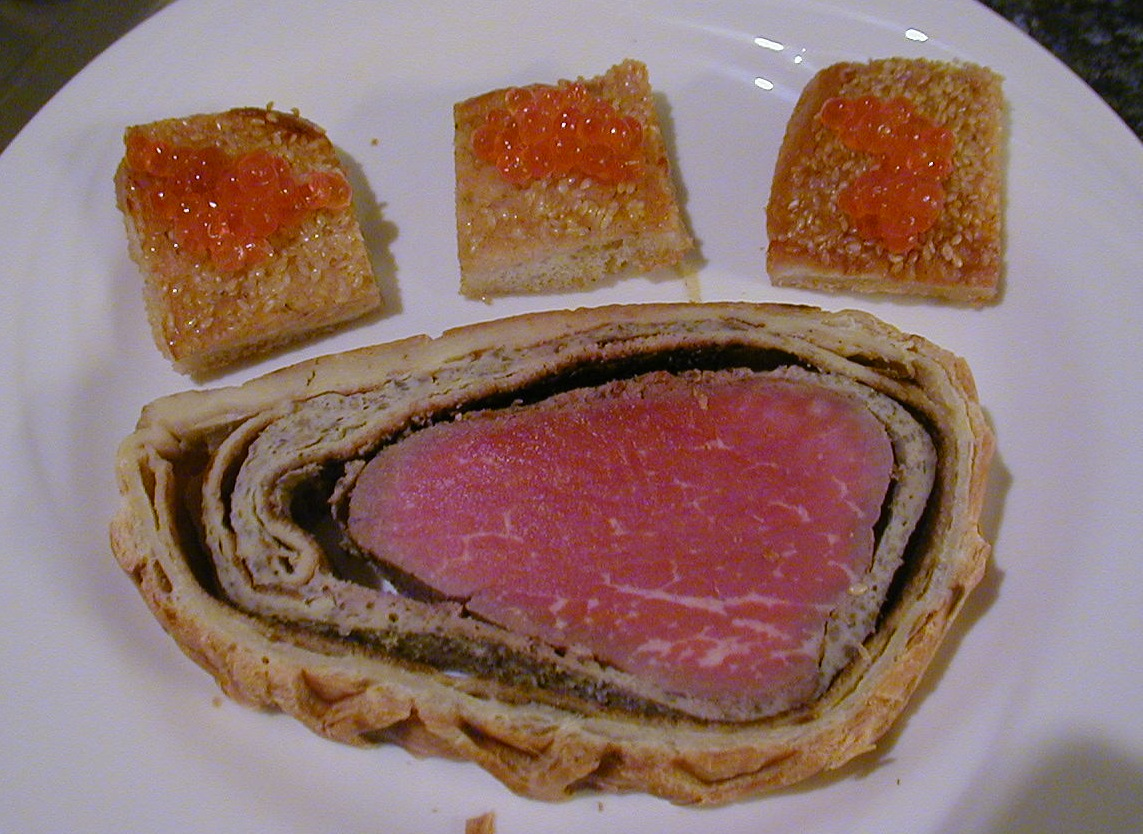
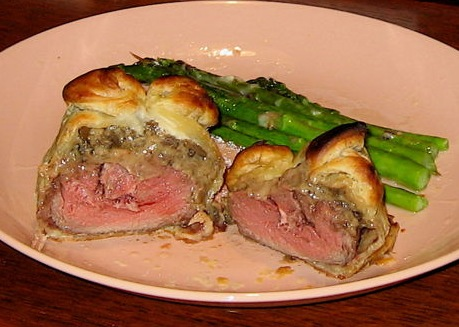
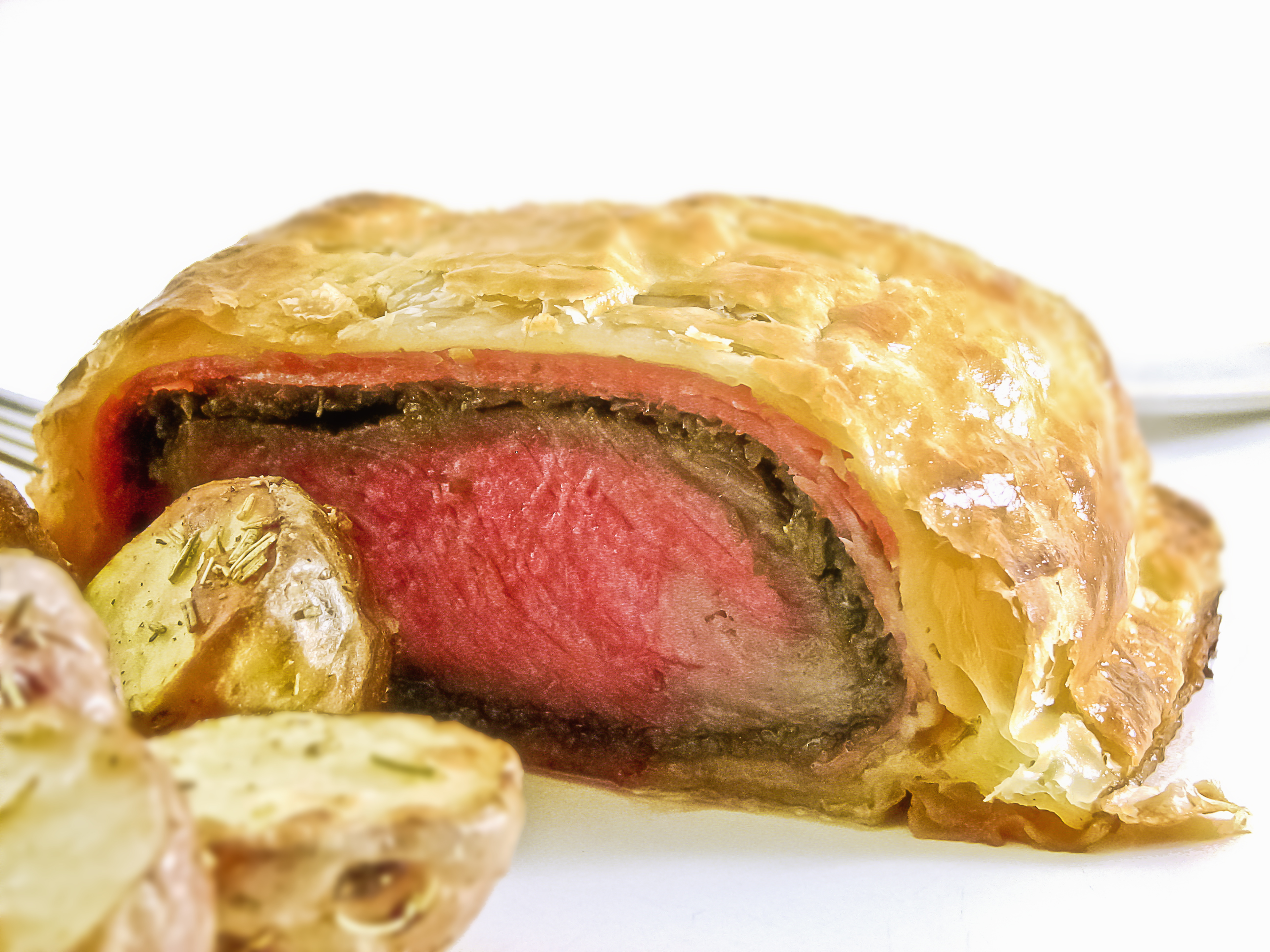